# Michaił Kalininski
Michaił Iwanowicz Kalininski (ros. Михаил Иванович Калининский, ur. 1905 we wsi Błagowieszczenije w guberni wołogodzkiej, zm. w styczniu 1986 w Iwanowie) – funkcjonariusz radzieckich służb specjalnych, generał major.

## Życiorys
Urodzony w rodzinie rosyjskiego chłopa, 1917 skończył szkołę w rodzinnej wsi, 1919 był na półrocznych kursach likwidatorów analfabetyzmu, pracował w fabryce i w gminnym komitecie wykonawczym, 1928-1930 przewodniczący rady wiejskiej. Od kwietnia 1931 funkcjonariusz Miejskiego Oddziału GPU w Wielkim Ustiugu, później pełnomocnik rejonowych oddziałów GPU/NKWD w Kraju Północnym, 1936-1937 pomocnik szefa Oddziału 1 Wydziału Tajno-Politycznego Zarządu Bezpieczeństwa Państwowego (UGB) Zarządu NKWD Kraju Północnego, od 7 kwietnia 1936 młodszy porucznik bezpieczeństwa państwowego. Od 1937 do września 1938 szef oddziału Wydziału 4 UGB Zarządu NKWD obwodu archangielskiego, od 20 lipca 1938 porucznik bezpieczeństwa państwowego, od września 1938 do marca 1939 szef oddziału Wydziału 2 UGB Zarządu NKWD obwodu archangielskiego, od marca 1939 do marca 1941 szef Wydziału 2 UGB Zarządu NKWD obwodu archangielskiego, 2 września 1939 awansowany na starszego porucznika bezpieczeństwa państwowego. Od marca do 23 sierpnia 1947 szef Wydziału Tajno-Politycznego Zarządu NKGB obwodu archangielskiego, od 23 sierpnia 1941 do 9 lipca 1942 szef Wydziału Tajno-Politycznego Zarządu NKWD obwodu archangielskiego, 4 stycznia 1942 awansowany na kapitana bezpieczeństwa państwowego, od 9 lipca 1942 do 7 maja 1943 zastępca szefa Zarządu NKWD obwodu archangielskiego, 11 lutego 1943 mianowany podpułkownikiem bezpieczeństwa państwowego. Od 7 maja 1943 do 15 maja 1947 ludowy komisarz/minister bezpieczeństwa państwowego Dagestańskiej ASRR, 19 listopada 1943 awansowany na pułkownika, 9 marca 1945 komisarza bezpieczeństwa państwowego, a 9 lipca 1945 generała majora. Od 15 maja 1947 do 16 marca 1953 minister bezpieczeństwa państwowego Północnoosetyjskiej ASRR, od kwietnia do września 1953 szef Zarządu MWD kirowohradzkiego, od 14 października 1953 do 27 czerwca 1956 zastępca szefa Zarządu MWD obwodu iwanowskiego, następnie zwolniony "z powodu dyskredytacji". 27 sierpnia 1956 pozbawiony stopnia generalskiego "za zdyskredytowanie siebie podczas pracy w organach MWD i niegodność w związku z tym wysokiego stopnia generała".

## Odznaczenia
- Order Lenina (12 listopada 1945)
- Order Czerwonego Sztandaru (dwukrotnie - 8 marca 1944 i 23 maja 1952)
- Order Wojny Ojczyźnianej I klasy
- Order Czerwonego Sztandaru Pracy (6 lipca 1949)
- Order Czerwonej Gwiazdy (dwukrotnie - 20 września 1943 i 30 kwietnia 1946)
- Odznaka "Zasłużony Funkcjonariusz NKWD" (28 stycznia 1944)

I 9 medali.